# Göta älv-Nordre älvs dalgång
Göta älv-Nordre älvs dalgång este o arie protejată (arie de protecție specială avifaunistică — SPA) din Suedia întinsă pe o suprafață de 1.005,3 ha, integral pe uscat.

## Localizare
Centrul sitului Göta älv-Nordre älvs dalgång este situat la coordonatele 57°51′07″N 11°56′33″E / 57.8519°N 11.9425°E.

## Înființare
Situl Göta älv-Nordre älvs dalgång a fost declarat arie de protecție specială avifaunistică în martie 1996 pentru a proteja 12 specii de animale.

## Biodiversitate
Situată în ecoregiunile boreală și continentală, aria protejată nu include niciun habitat protejat.
La baza desemnării sitului se află mai multe specii protejate de  păsări (12):  prundaș gulerat mic (Charadrius dubius), erete de stuf (Circus aeruginosus), erete vânăt (Circus cyaneus), lebădă de iarnă (Cygnus cygnus), vânturel roșu (Falco tinnunculus), Gallinago media, ferestraș mic (Mergus albellus), codobatura galbenă (Motacilla flava), pițigoi de stuf (Panurus biarmicus), viespar (Pernis apivorus), bătăuș (Philomachus pugnax), cresteț pestriț (Porzana porzana).